# Nossa Senhora das Graças na Fornaci fuori Porta Cavalleggeri (diaconia)
Nossa Senhora das Graças na Fornaci fuori Porta Cavalleggeri (em latim, S. Mariae de Gratiis ad Fornaces extra Portam Equitum) é uma diaconia instituída em 25 de maio de 1985 pelo Papa João Paulo II. Sua igreja titular é Santa Maria delle Grazie alle Fornaci.

## Titulares protetores
- Duraisamy Simon Lourdusamy (1985 - 1996); título pro hac vice (1996 - 2014)
- Mario Zenari (desde 2016)